# Бездрик (річка)
Бездрик — річка в Україні, у Сумському районі Сумської області. Права притока Сироватки (басейн Дніпра).

## Опис
Довжина річки 12 км, похил річки — 2,7 м/км. Площа басейну 55,4 км².

## Розташування
Бере початок на південному заході від села Сінне. Тече переважно на південний захід через Зацарне, Червону Діброву, Бездрик і у Верхній Сироватці впадає у річку Сироватку, ліву притоку Псла. 
Біля витоку річка пересихає.